# 2272 Montezuma
2272 Montezuma eller 1972 FA är en asteroid i huvudbältet som upptäcktes den 16 mars 1972 av den nederländsk-amerikanske astronomen Tom Gehrels vid Palomar-observatoriet. Den är uppkallad efter Moctezuma II.
Asteroiden har en diameter på ungefär 5 kilometer och den tillhör asteroidgruppen Hungaria.